# Liste der Naturdenkmale in Berschweiler bei Baumholder
Die Liste der Naturdenkmale in Berschweiler bei Baumholder nennt die im Gemeindegebiet von Berschweiler bei Baumholder ausgewiesenen Naturdenkmale (Stand 15. Juli 2013).

## Naturdenkmale
| Nr.         | Bezeichnung | Lage                     | Beschreibung                            | Bild                                    |
| ----------- | ----------- | ------------------------ | --------------------------------------- | --------------------------------------- |
| ND-7134-374 | Alte Linde  | Am Markt, vor Nr. 1 Lage | Tilia sp.; vermutlich um 1650 gepflanzt | Direkt Bild zu diesem Denkmal hochladen |